# Patrick Ryan
Patrick Ryan (Estados Unidos, 4 de enero de 1881-13 de febrero de 1964) fue un atleta estadounidense, especialista en la prueba de lanzamiento de martillo en la que llegó a ser campeón olímpico en 1920.